# Pseudomiza limbata
Pseudomiza limbata là một loài bướm đêm trong họ Geometridae.